# Сръбска православна църква
Сръбската православна църква (на сръбски: Српска православна црква или Srpska pravoslavna crkva) е православна автокефална поместна църква, включваща около 11 милиона души, начело с патриарх Порфирий (интронизиран на 18 февруари 2021 г.). Тя включва православните епархии в Сърбия, Черна гора, Босна и Херцеговина, Хърватия, Словения, Италия и Унгария. Под нейна юрисдикция е и сръбската диаспора в Америка, Западна Европа и Австралия. Православната охридска архиепископия е автономна православна църква в Северна Македония, под юрисдикцията на Сръбската православна църква.

## История
Сръбската архиепископия е образувана в Рашката епископия като придатък към Охридската архиепископия.
През 1219 г. Сръбската православна църква получава автокефален статут и ранг на Сръбска архиепископия. През 1346 г. се влива в Печката патриаршия. През XIV век попада под османско владичество и в църковна зависимост от Цариградската патриаршия. През 1557 г. се възобновява Печката патриаршия.
През 1766 г. Печката патриаршия е ликвидирана и православните сърби се оказват отново в подчинение на Вселенската патриаршия. Едва през 1879 г. отново са автокефални, но само в рамките на княжество Сърбия, а после след коронацията на крал Милан в Жича през 1882 г. – в кралство Сърбия.
Обединението на всички православни епархии в единна Сръбска православна църква става през 1919 г. От 1920 г. е възстановен патриаршеският статут на Сръбската църква. По времето на Кралство Югославия и последвалия социалистически период, Сръбската православна църква е използвана от сръбските националисти за налагане на своите цели. Това довежда до отцепването на Православната охридска архиепископия през 1967 г., но и до днес никоя православна църква не е признала автокефалността на самопровъзглавилата се архиепископия за Македонската православна църква. Днес, в резултат на разпадането на бивша Югославия и настъпилата национална криза, Сръбската православна църква става пристан и опора на сръбски народ, което я прави много популярна и влиятелна сред сръбското общество.